# St.-Gertrud-Kirche (Riga)

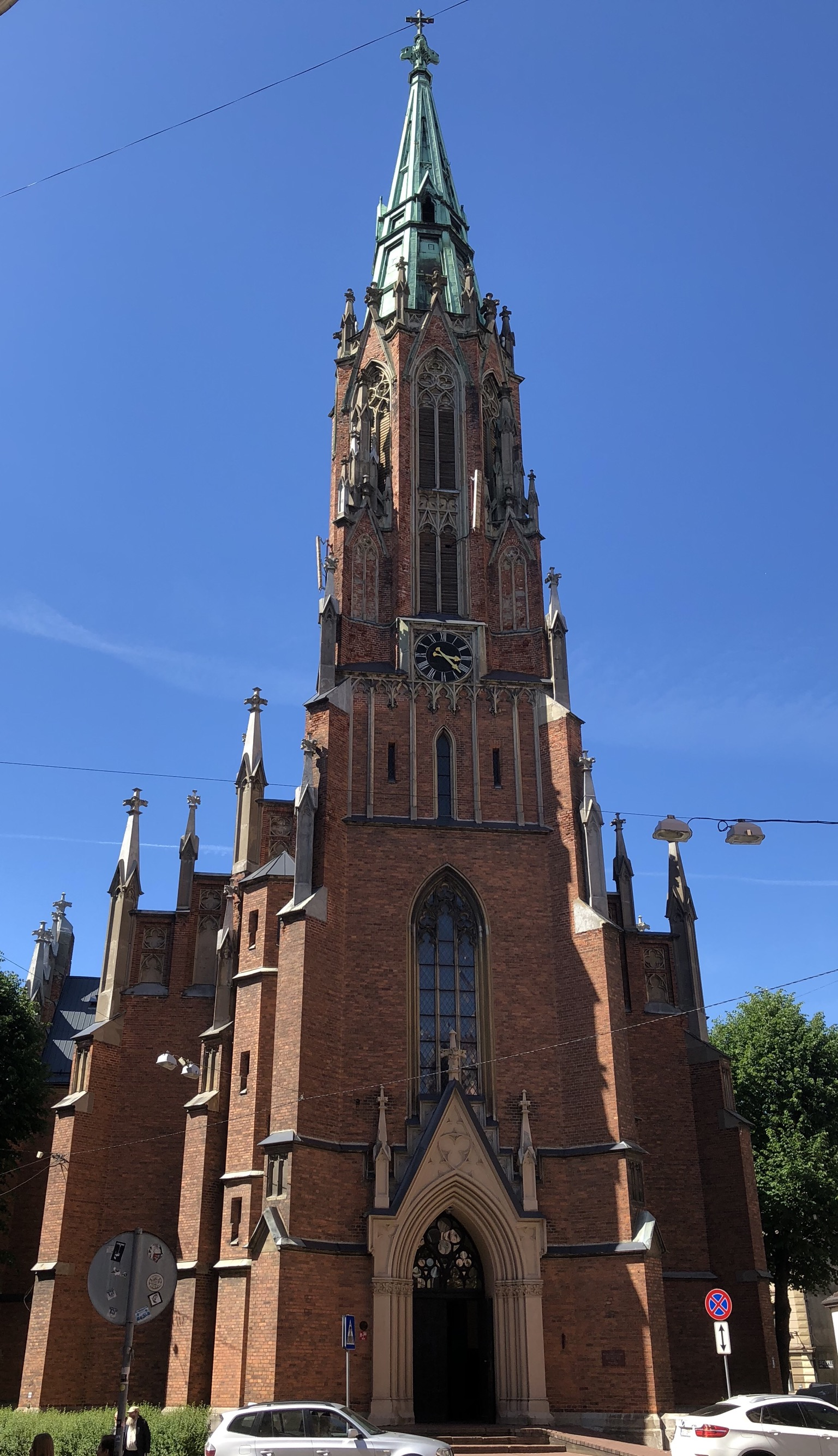
St.-Gertrud-Kirche

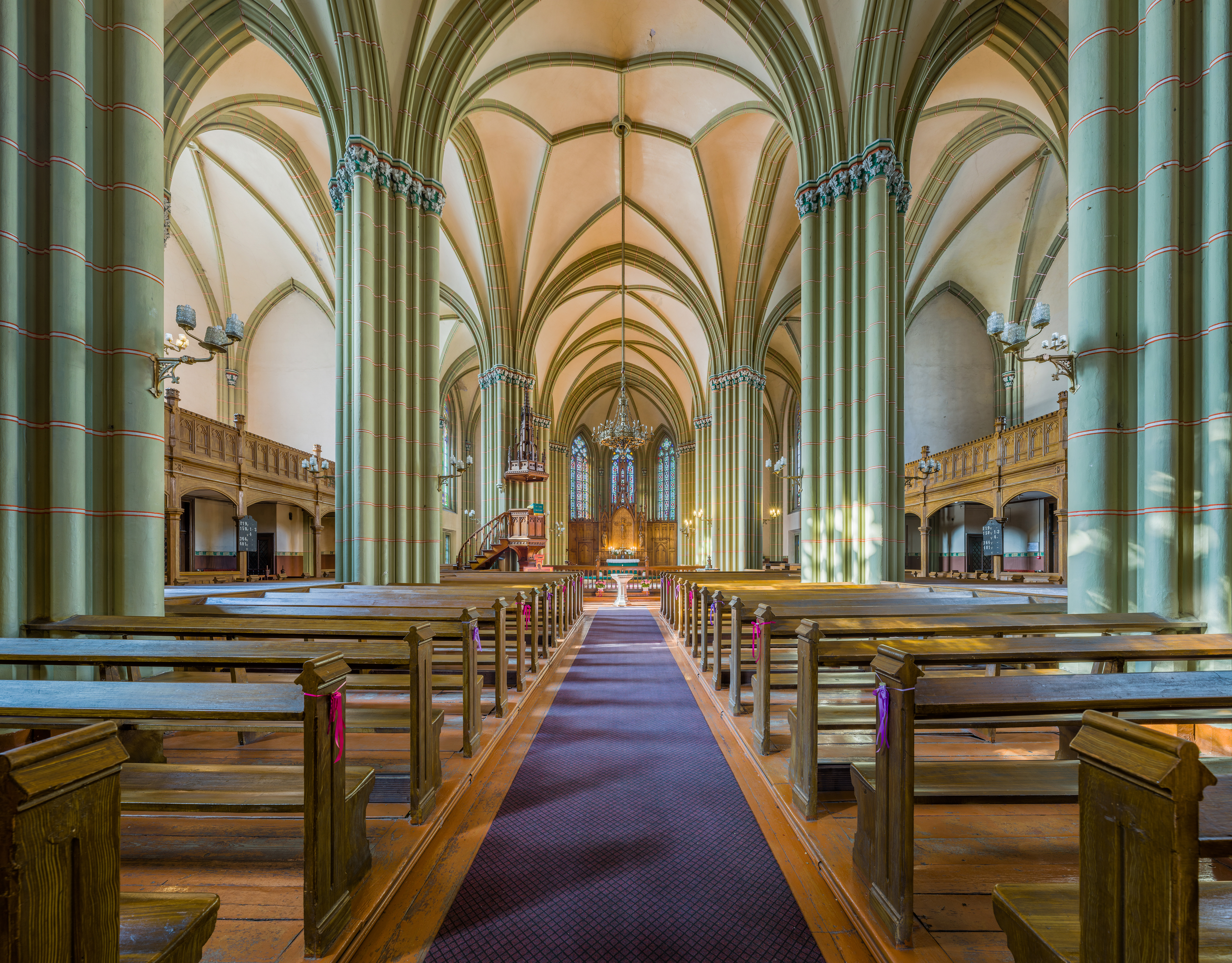
Kircheninnere

Die St.-Gertrud-Kirche (lettisch Svētā Ģertrūdes baznīca) ist eine heute evangelisch-lutherische Kirche in der lettischen Hauptstadt Riga. Sie gehört zur Evangelisch-Lutherischen Kirche Lettlands. Zur Unterscheidung von der Neuen St.-Gertrud-Kirche trägt sie auch den Namen Alte St.-Gertrud-Kirche.

## Lage
Sie befindet sich im Rigaer Stadtteil Vidzemes priekšpilsēta als Insel auf der Kreuzung Ģertrūdes iela und Baznīcas iela; die Adresse lautet Ģertrūdes iela 8.

## Ausstattung und Geschichte
Eine erste urkundliche Erwähnung einer Kirche an dieser Stelle ist aus dem Jahr 1413 überliefert. In unmittelbarer Nähe der Hauptausfallstraße von Riga in nordöstlicher Richtung gelegen, wurde hier die Heilige Gertrud als Schutzpatronin der Reisenden und Wanderer verehrt. 1589 wurde die Kirche neu erbaut, jedoch bereits 1605 während der Belagerung Rigas durch den schwedischen König Karl IX. zerstört. Ein 1743 errichtetes Provisorium wurde 1781 durch einen neuen Kirchenbau ersetzt, der allerdings 1812 wegen des vermeintlich drohenden Angriffs durch Napoleon Bonaparte gemeinsam mit sämtlichen Rigaer Vorstädten geplant in Flammen aufging. Nachdem 1814 wiederum ein provisorischer Neubau errichtet worden war, baute man von 1865 bis 1869 schließlich die noch heute bestehende Backsteinkirche im neogotischen Stil. Entgegen der üblichen Ost-West-Ausrichtung von Kirchenbauten ist die St.-Gertrud-Kirche nach Südosten ausgerichtet, so dass ihr markanter Turm die mehrere Kilometer lange Sichtachse der Ģertrūdes iela dominiert.
Seit dem 29. Oktober 1998 ist die Ģertrūdes baznīca unter der Nummer 6653 im lettischen Denkmalverzeichnis eingetragen.